# شعیب منصور
شعیب منصور (اردو: شعیب منصور؛ زادهٔ ۴ آوریل ۱۹۵۲) تهیه‌کننده تلویزیونی، کارگردان تلویزیونی، نویسنده، موسیقی‌دان، کارگردان فیلم، تهیه‌کننده موسیقی، آهنگ‌ساز و ترانه‌سرا اهل پاکستان است.
وی بیشتر به دلیل فعالیت در تلویزیون پاکستان و همچنین ساخت فیلم به نام خدا شناخته می‌شود.